# Most Jana z Dražic
Most biskupa Jana IV. z Dražic byl středověký kamenný most přes Labe v Roudnici nad Labem. Tento most, postavený nákladem pražského biskupa Jana z Dražic, je považován po Juditině a píseckém mostě za třetí nejstarší říční kamenný most v Čechách a první přes Labe.

## Historie
Někdejší kamenný most je považován za třetí nejstarší kamenný říční most, který byl v Čechách postaven. Byl prvním kamenným mostem přes řeku Labe. Zásluhu na jeho stavbě má hlavně biskup Jan IV. z Dražic a stavební mistr Vilém, kterého s dalšími třemi francouzskými pomocníky biskup přivedl ze svého nedobrovolného pobytu v Avignonu, kde jedenáct let vedl církevní soud s žebravými řády. Dne 24. srpna 1333, na sv. Bartoloměje, byl položen základní kámen s ostatky svatých uprostřed řeky. První rok stavbu vedl mistr Vilém, budovatel Avignonského mostu, pod jehož dozorem byly postaveny dva pilíře a jeden mostní oblouk. V dalších pracích pokračovali čeští mistři. Most byl dokončen 2. října 1340, ale historické prameny uvádějí také 2. října 1338. Za dva roky přestál první zatěžkávací zkoušku, povodeň, která mu neuškodila, v Praze jí však padl za oběť Juditin most. Díky tomuto mostu se Roudnice stala významným severočeským městem.
Další osudy mostu však nejsou příliš známé. Ví se jen, že přes něj táhlo několik vojsk a že prodělal několik dalších povodní v letech 1536, 1537, 1539,[zdroj⁠?!] opravován v letech 1540 a 1552.
V roce 1620 stihla most další pohroma, když se Roudnice připojila k českým stavům, kteří se vzbouřili proti své katolické vrchnosti. Stavové tehdy obsadili most několika sty vojáky, aby ho střežili. Po zprávě, že stavovská vojska byla poražena na Bílé hoře, odtáhli, ale před tím ještě most pobořili. Dřevěná část mostu shořela a most byl hodně poškozen. Rok poté se začalo s opravou mostu, která byla dokončena v roce 1625. Ne zcela opravený most se ale stal obětí třicetileté války. Švédové mu zasadili poslední ránu, když na most stříleli z děl. Tím byl zničen a už nikdy nebyl obnoven.
Později byl na jeho místě zřízen přívoz. 
Byly vytvořeny dokonce dva plány na opravu mostu, Carlo Lurago byl autorem návrhu z roku 1660 a Antonio della Porta návrhu z roku 1670, z finančních důvodů ale ani jeden z nich nebyl realizován.
Jižní mostní věž na levém břehu společně s kostelem ze 14. století byly odstraněny při stavbě Severní státní dráhy v polovině 19. století.
Několik pilířů stálo v řece ještě v 19. století, podle soupisu památek z roku 1898 se údajně na pravém břehu dosud zachoval jeden oblouk (ostatní zdroje uvádějí zachovalý oblouk na levém břehu, viz. foto). 
Až v letech 1906–1910 zde byla vztyčena ocelová konstrukce nynějšího Špindlerova mostu na nových pilířích a torza starých pilířů byla odstraněna.

## Popis
Kamenný most měl sedm pilířů, na délku měřil 220 metrů a široký byl 6,4 metru.
Podle Portova výkresu z roku 1668 a dle zbytků mostu vykreslených od Herolda v Květech byl most na městské straně opevněn věží (snad i na druhém konci), byl asi 170 metrů dlouhý a 4,7 metru široký, a měl prý 8 (na výkrese 7) polokruhových oblouků o rozpětí přes 16 metrů.